# Peleteria aclista
Peleteria aclista är en tvåvingeart som beskrevs av Henry J. Reinhard 1956. Peleteria aclista ingår i släktet Peleteria och familjen parasitflugor. Inga underarter finns listade i Catalogue of Life.